# Philippe Libon

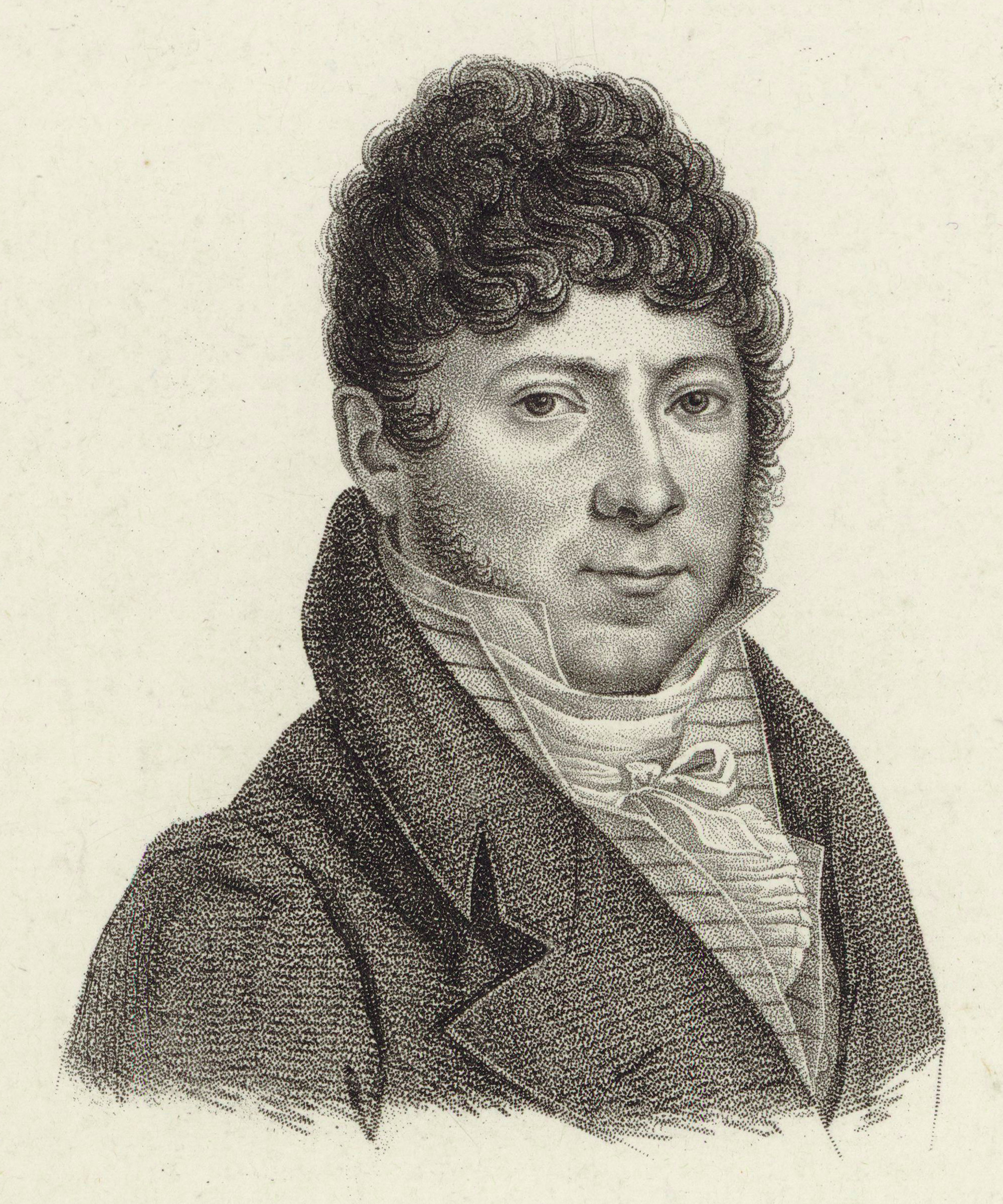
Philippe Libon

Philippe Libon (* 1775 in Cádiz; † 5. Februar 1838 in Paris) war ein französischer Violinvirtuose und Komponist spanischer Herkunft. Die französisierte Version seines Namens ist, da der Musiker einen großen Teil seines Lebens in Frankreich verbrachte, gebräuchlicher als sein spanischer Taufname Felipe Libón.

## Leben
Das musikalische Talent des jungen Libon wurde von seiner Familie frühzeitig erkannt und gefördert. Da Spanien sich Ende des 18. Jahrhunderts nicht nur politisch, sondern auch kulturell in einer isolierten Randlage befand, war es Libon nicht möglich, in seiner Heimat bei einem erstklassigen zeitgenössischen Musiker von internationalem Ruf zu studieren. Mit etwa 15 Jahren schließlich gelang es ihm, in London Schüler des berühmten italienischen Violinisten Giovanni Battista Viotti zu werden, gleichzeitig nahm er auch ein Kompositionsstudium bei Giovanni Battista Cimador auf.
Viotti, der vom herausragenden Talent Libons überzeugt war, stellte seinen Schützling bereits nach kurzer Zeit in großen Konzerten dem musikbegeisterten Londoner Publikum vor. Mehrfach war der kaum Zwanzigjährige an den Londoner Erstaufführungen etlicher Streichquartette von Joseph Haydn beteiligt; Haydn selbst, der die erste Hälfte der 1790er Jahre großenteils in der englischen Metropole verbrachte, lobte die „ausgezeichnete Wiedergabe“ seiner Werke.
1796, also mit etwa 21 Jahren, wurde Libon als Soloviolinist an den königlichen Hof in Lissabon berufen, zwei Jahre später übersiedelte er noch einmal für kurze Zeit in seine spanische Heimat, weil ihm am Madrider Hof zu günstigeren Konditionen der gleiche Posten angetragen worden war. Weitere zwei Jahre später, im Jahre 1800, ging er nach Paris, wohin sein Ruf ihm bereits vorausgeeilt war und wo er daher vom Publikum umgehend begeistert aufgenommen wurde. 1801 trat er in den Dienst von Joséphine de Beauharnais, der Frau des damaligen Ersten Konsuls und späteren Kaisers der Franzosen, Napoléon Bonaparte.
Die dynastischen und politischen Umbrüche der folgenden Jahrzehnte konnten Libons herausgehobener Stellung im Pariser Musikleben kaum etwas anhaben: Er wurde von der Nachfolgerin Joséphines, der Kaiserin Marie-Louise von Österreich, übernommen und blieb nach der Restauration auch unter den an die Macht zurückgekehrten Bourbonen in Amt und Würden.
Als Komponist und Geiger führte Libon die Tradition seines Lehrers Viotti fort, von dem er teilweise auch thematisches Material in eigenen Werken weiterverarbeitete. Seine Etüden für Violine sind zum Teil bis heute verbreitet und wurden auch für andere Streichinstrumente arrangiert. Dagegen verblasste sein Ruhm als bedeutender Virtuose, wie der so vieler Geiger seiner Generation, seit Mitte der 1820er Jahre durch den übermächtigen Einfluss Niccolò Paganinis schnell.
Libon war Besitzer dreier berühmter Violinen, einer auf 1591 datierten aus der Werkstatt der Amati-Brüder Antonio und Girolamo sowie zweier Instrumente von Antonio Stradivari aus den Jahren 1693 beziehungsweise 1729. 

## Werke
- Sechs Solokonzerte für Violine und Orchester
- Drei Trios für zwei Violinen und Violoncello, op. 3
- Drei Duette für zwei Violinen, op. 4
- Drei Trios für zwei Violinen und Violoncello, op. 6
- Recueils d'airs variés für Violine und Quartett, op. 8 und 12
- 30 Caprices für Violine solo, op. 15